# Bhim Singh (Leichtathlet)
Bhim Singh (* 13. April 1945 in Dhanana, Haryana) ist ein ehemaliger indischer Hochspringer.
1966 wurde er Siebter bei den British Empire and Commonwealth Games in Kingston und siegte bei den Asienspielen in Bangkok.
Bei den Olympischen Spielen 1968 in Mexiko-Stadt schied er in der Qualifikation aus.
1970 wurde er Vierter bei den British Commonwealth Games in Edinburgh und gewann Bronze bei den Asienspielen in Bangkok.  
Seine persönliche Bestleistung von 2,105 m stellte er 1968 auf.
1967 wurde er mit dem Arjuna Award ausgezeichnet.